# Fundación Federico Engels
La Fundación Federico Engels es una fundación creada en honor al filósofo y revolucionario Federico Engels, con el objetivo de difundir el pensamiento socialista. Su principal actividad es la recuperación y publicación editorial de textos marxistas, tanto de pensadores clásicos como de producción propia.

## Historia
Su constitución, en 1990, se enmarca en un contexto político marcado por la caída del muro de Berlín. El primer libro que editó (1991) fue La revolución traicionada. Qué es y adónde va la Unión Soviética, de León Trotski. En esta obra, escrita en 1936, Trotski analizó las causas de la «degeneración de la revolución rusa» y trazó la perspectiva de que, a menos que una revolución política de los trabajadores derrocase a la burocracia estalinista y restaurase la democracia obrera, la reimplantación del capitalismo en la URSS sería inevitable. 
Desde su creación ha sido el referente editorial de la organización comunista actualmente denominada Izquierda Revolucionaria, la cual fomenta la distribución y estudio de sus publicaciones entre su militancia, el activismo de izquierdas, el ámbito académico y los centros de trabajo. 
Desde entonces, la Fundación Federico Engels viene editando con regularidad libros y textos marxistas de diversa índole, la gran mayoría de ellos en castellano, aunque también tiene ediciones en catalán, euskera y gallego. 

## Colecciones
Su catálogo está dividido en dos secciones: las publicaciones de la Fundación y el fondo de obras descatalogadas de otras editoriales. La primera sección se subdivide en tres categorías: los libros, los cuadernillos y la revista de debate político Marxismo Hoy. 
La Fundación posee seis colecciones de libros:
- Clásicos del Marxismo. Con obras de Carlos Marx, Federico Engels, Lenin, León Trotski, Rosa Luxemburgo, Karl Liebknecht, Evgeni Preobrazhenski, Georgi Plejánov, Franz Mehring, James Connolly, Paul Lafargue, Nadezhda Krúpskaya, David Riazánov, Abraham León, Felix Morrow, Alexandra Kollontái, Clara Zetkin y Mieczyslaw Bortenstein. 75 títulos.

- Crítica Marxista. Obras de diversos autores contemporáneos: Pablo Cormenzana, Ted Grant, Celia Hart, Juan Ignacio Ramos, Eloy Val del Olmo y Alan Woods. 16 títulos.

- Literatura de Combate. Obras literarias identificadas con el socialismo y la revolución. Se inició en 2016 con la novela de Jack London El Talón de Hierro. El segundo título, editado en 2017 como conmemoración del centenario de la Revolución de Octubre, fue Diez días que estremecieron el mundo, de John Reed. Otros autores de esta colección son: Alfred Rosmer y Elisabeth K. Poretsky, la viuda de Ignace Reiss. 4 títulos.

- Memoria Histórica Revolucionaria. 11 títulos, la mayoría abordando diferentes aspectos de la Segunda República Española: La revolución de Octubre del 34 en Asturias; La batalla por la enseñanza y la cultura; La mujer trabajadora; La cuestión nacional; El problema agrario; La cuestión marroquí; Las divisiones internas en el PSOE; Teoría y práctica del anarcosindicalismo; Poder obrero y contrarrevolución (1936-1939); El triunfo de la dictadura franquista; En defensa de la Memoria Histórica.

- Memoria Obrera. Relatos de luchas obreras. Incluye obras de Enrique Alejandre, José Martín, Felipe Palacios y Arturo Val del Olmo. 5 títulos.

- Revolución Socialista y Guerra Civil Española. Análisis de las raíces históricas del conflicto y de la política de las diversas corrientes de la izquierda (socialista, estalinista, comunista antiestalinista y anarquismo) durante el mismo. 5 títulos. Incluidas en su colección Clásicos del Marxismo, la Fundación también ha publicado dos obras que analizan la guerra civil española desde la óptica marxista: Revolución y contrarrevolución en España, de Felix Morrow, y La guerra civil. El Frente Popular contra la revolución, de Mieczyslaw Bortenstein.

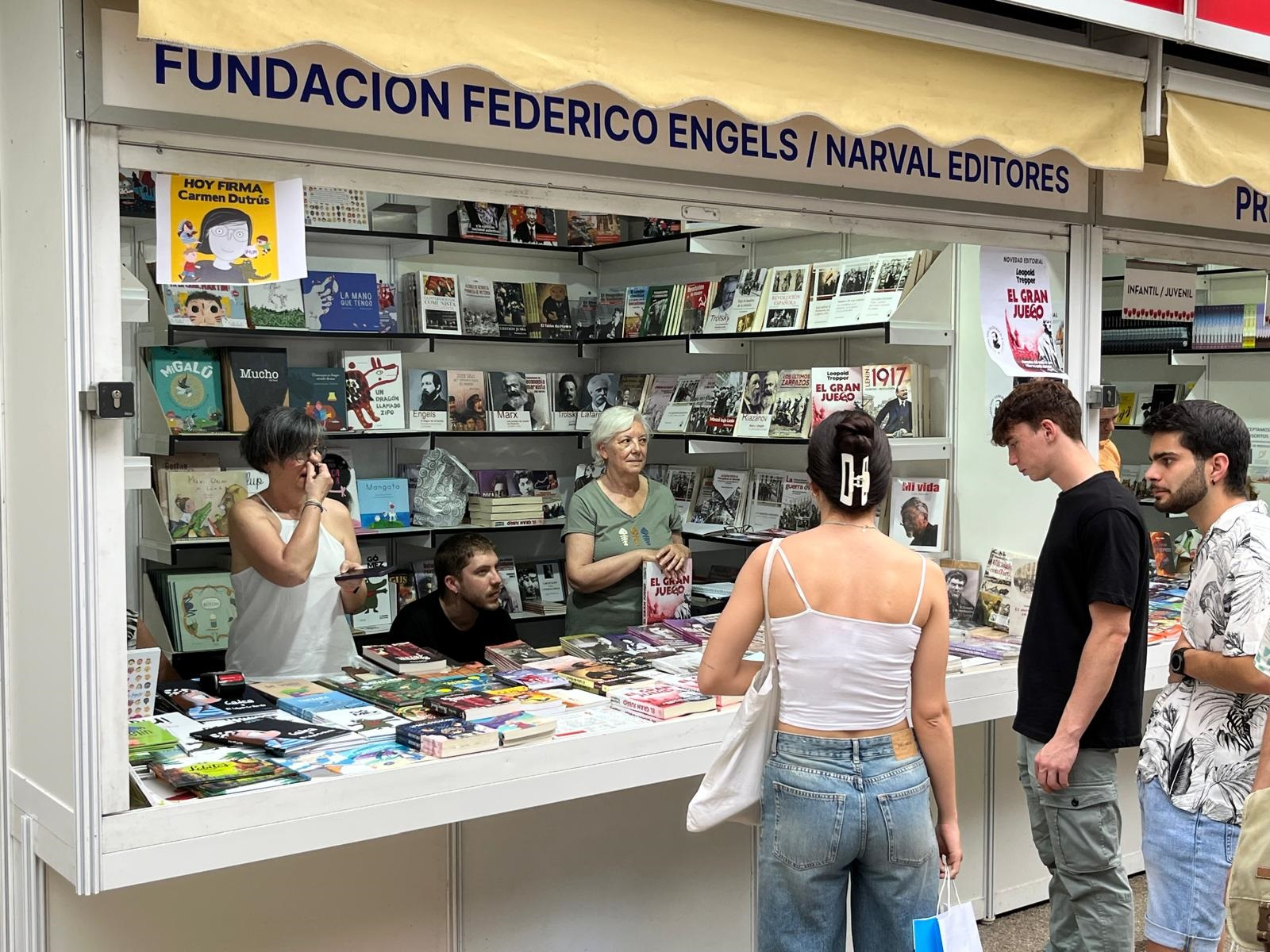
Puesto de la Fundación en la Feria del Libro de Madrid

Los cuadernillos se reparten entre dos colecciones: los "Cuadernos de Formación Marxista" y los "Escritos de Ted Grant", que poseen 11 y 3 títulos respectivamente.
Asimismo, la Fundación Federico Engels ha realizado algunas ediciones en colaboración con otras entidades, como el Museo Casa de León Trotsky, de Coyoacán (México).
Su extenso catálogo la convierte en la editorial más importante de textos marxistas en castellano,[cita requerida] presente con regularidad en ferias del libro tales como las de Gijón, Málaga, Madrid, La Habana o Caracas. Participa igualmente cada año en la Fiesta del PCE (Partido Comunista de España), donde presenta sus últimas novedades.